# Mio min Mio
'Mio min Mio é um filme de 1987 produzido em parceria por companhias da Suécia, Noruega e União Soviética. Ele foi dirigido por Vladimir Grammatikov e é baseado no livro Mio, my Mio de Astrid Lindgren.

## Sinopse
Bosse (Nicholas Pickard) é um garoto pobre e solitário que é levado de sua vida pacata para a Terra da Magia, um lugar mágico onde seu verdadeiro pai é o rei. Neste reino Bosse descobre que seu verdadeiro nome é Mio, e ele e seu novo amigo Jum-Jum (Christian Bale) tentam derrotar o cavaleiro malvado, Kato (Christopher Lee), e libertar as crianças cativas.